# بريجيت كاتيلون
بريجيت كاتيلون (بالفرنسية: Brigitte Catillon)‏ هي كاتبة سيناريو وممثلة فرنسية، ولدت في 20 يوليو 1951.

## أعمال

### أفلام
- (1978) موليير
- (1986) الصورة الأخيرة
- (1997) الارطماسيا[2]
- (2004) غاضب الأخوات
- (2006) لا تخبر أحدا
- (2010) رأس تركي

## وصلات خارجية
- بريجيت كاتيلون على موقع IMDb (الإنجليزية)
- بريجيت كاتيلون على موقع ألو سيني (الفرنسية)
- بريجيت كاتيلون على موقع أول موفي (الإنجليزية)
- بريجيت كاتيلون على موقع قاعدة بيانات الأفلام السويدية (السويدية)
- بريجيت كاتيلون على موقع قاعدة بيانات الفيلم (الإنجليزية)
- بريجيت كاتيلون على موقع كينوبويسك (الروسية)